# Departamentul de Informații și Protecție Internă
Departamentul de Informații și Protecție Internă (DIPI) a fost un serviciu al Ministerului Afacerilor Interne (MAI) din România, reorganizat de guvernul Cioloș în Direcția Generală de Informații și Protecție Internă.
Este urmașa fostei „Doi și-un sfert” (numită așa după numele fostei unități de informații a Internelor, U.M. 0215), serviciul secret al Ministerului de Interne, care a fost desființat în timpul mandatului lui Emil Constantinescu.
Obiectivul Direcției Generale de Informații și Protecție Internă îl constituie cunoașterea riscurilor, amenințărilor și vulnerabilităților pe spațiul de competență al Ministerului Afacerilor Interne pentru asigurarea unei abordări eficiente și integrate a situației operative, în vederea aplicării legii și susținerii statului de drept și a democrației.

## Istoric
UM 0215, serviciu de protecție a cadrelor din Ministerul de Interne, a fost înființat la 1 februarie 1990 la inițiativa lui Gelu Voican Voiculescu.
Inițial se numea Direcția Specială de Informații și era subordonată direct ministrului de Interne.
În mai 1998, Consiliul Suprem de Apărare a Țării (CSAT) a decis desființarea UM 0215 pe motiv că această unitate a preluat în rândurile ei foste cadre din poliția politică de dinainte de decembrie 1989 și că acest serviciu și-a depășit atribuțiile prevăzute prin lege.
Activitatea U.M. 0215 a fost catalogată de către membrii CSAT drept o formă mascată de poliție politică, evocându-se câteva cazuri semnalate de presă.
Între 1990 și 1996 presa a acuzat U.M. 0215 de nenumărate acțiuni diversioniste, de implicare în acțiuni împotriva opoziției.
„Doi și-un sfert”, cum mai era denumită unitatea, a colaborat substanțial cu minerii în iunie 1990, când a fost concepută operațiunea de „curățare” a marii manifestări din Piața Universității.
La momentul desființării, UM 0215 avea 1.300 de angajați.
Din UM 0215 s-au născut atunci două unități: Serviciul de Protecție al Ministerului de Interne, condus de general Virgil Ardelean, și Direcția Generală de Investigație a Criminalității din IGP, condusă de colonel Constantin Dirna.
În aprilie 1999, ministrul internelor, Constantin Dudu Ionescu a semnat actul de naștere al Direcției Generale de Informații și Protecție a Ministerului de Interne - UM 0962 la conducerea căruia a fost instalat Virgil Ardelean.
La data de 5 octombrie 1999, în cadrul UM 0962 a apărut Divizia de Informații, care lipsea până atunci din organigramă.
Dintr-un serviciu strict specializat al unui minister, U.M. 0962 se transforma într-un serviciu secret cu acte în regulă și spărgea monopolul SRI pe piața informațiilor.
În anul 2001, premierul Adrian Năstase a emis o ordonanță care autoriza UM 0962 să utilizeze „mijloace tehnice specifice” pentru obținerea informațiilor.
Printr-o ordonanță de urgență din 23 decembrie 2012, șeful Direcției Generale de Informații și Protecție Internă și adjuncții acestuia se numeau prin decizie a premierului, și nu prin ordin al ministrului de resort.
În 2013 Direcția Generală de Informații și Protecție Internă s-a reorganizat prin înființarea Departamentului de Informații și Protecție Internă. În noiembrie 2016 s-a decis o nouă reorganizare a unității cu redenumirea acesteia în Direcția Generală de Protecție Internă și militarizarea instituției. Procesul a fost aprobat prin OUG nr.76/2016. 
La data de 2 noiembrie 2016, guvernul condus de Dacian Cioloș desființează acest serviciu și înființează Direcția Generală de Protecție Internă, noua structură urmând să fie pusă sub control parlamentar; Ministrul de Interne, Dragoș Tudorache, argumentând că această structură ''și-a pierdut foarte mult credibilitatea atât în plan extern, cât și în intern.''

## Număr de angajați
În noiembrie 2003, DGPI avea 2.400 de angajați.
În anul 2006 numărul de angajați DGPI era de 2.000 iar în 2009 ajunsese la 3.200.
În anul 2016, înainte de desființare, DGPI avea 1800 angajați.

## Organizare
Secțiile județene ale DGPI se numesc Servicii județene de protecție internă (SJPI).

## Conducerea
- 1993 - martie 1997 de către Dan Gheorghe[18][19]
- 1998 - 2007 de către chestorul Virgil Ardelean[3]
- 10 mai 2007[20] - 9 ianuarie 2009 de către Petre Albu
- 9 ianuarie 2009[21] - 14 ianuarie 2009 de către Virgil Ardelean
- 15 martie 2009 - 25 martie 2009 de către Ilie Cornel Șerban[22][23][24]
- 25 martie 2009[22] - 1 octombrie 2009[25] de către Gelu Drăjneanu
- 1 octombrie 2009[26] - 27 septembrie 2010 de către Ștefan Zaharia Pop
- 22 decembrie 2010[27] - 29 martie 2012[28] - de către Gheorghe Cristian Lațcău
- 24 aprilie 2012[29][30] - 28 iulie 2014[12][31][32][33] - de către Gelu Marin Oltean
- 28 iulie 2014 - 10 februarie 2016 - de Gheorghe Nicolae[12]
- februarie 2016 - august 2016 - de Rareș Văduva
- august 2016 - prezent - de Mihai Mărculescu

## Controverse
De-a lungul vremii au existat acuzații că ofițerii Direcției au ascultat ilegal telefoane, nu numai ale ofițerilor din MAI, dar și ale unor politicieni sau ziariști.
Astfel de suspiciuni au existat în cazul Remeș, în timpul guvernului Tăriceanu, dar și în timpul guvernării Năstase, când serviciul, condus la acea vreme de Virgil Ardelean, ar fi ascultat telefoanele unor baroni PSD.
Potrivit legii, mandatele pentru ascultarea telefoanelor se acordă numai de către judecători.
Tot Ardelean a cerut în anul 2003 mandat de ascultare a telefoanelor agenției de presă Mediafax, pentru a descoperi sursa scurgerii unor informații despre cazul FNI din Ministerul de Interne.
Despre agenții DGIPI s-a mai spus că se ocupau cu filajul opoziției și a regelui Mihai, dar și a colegilor de la SRI, cu care erau într-un permanent conflict.
Conform unor informații din presă, DGIPI are structuri de informații foarte puternice, pentru că centralizează informații care provin de la politiștii din toată țara. Primește, de asemenea, spre verificare, informații de la SRI și, după cum declară analistul politic Stelian Tănase: „DGIPI este o structură mai puternică chiar decât SRI, pentru că știe în detaliu și cine a furat o găină din nu știu ce sat și cine a dat o spargere la o bancă de pe Calea Victoriei”.
Mai mult, serviciul nu se află sub controlul parlamentar, ci sub cel al ministrului de interne și al premierului.
Mircea Marian, jurnalist la Evenimentul Zilei a numit DGIPI ca fiind „cea mai controversată structură secretă din România”.
În 2017, o investigație jurnalistică a arătat cum a fost demilitarizată instituția și eliminat avizul Consiliului Suprem de Apărare a Țării și cel al premierului atunci când ministrul de Interne numește șeful DGPI .
În 2023, o alta investigație jurnalistică a dezvăluit măsurile luate de DGPI împotriva unui angajat al Direcției Operațiuni Speciale care a descoperit microfoanele plantate de aceștia în biroul șefului poliției și a refuzat sa colaboreze. De-a lungul celor șapte luni, jurnaliștii au strâns mai multe probe și mărturii care arată că Direcția are același modus operandi cu polițiștii problemă: retragerea certificatului ORNISS prin care pot lucra cu informații clasificate. Investigația evidențiază lipsa de control asupra serviciilor secrete  .